# Éditions Philipp von Zabern
 (octobre 2021).
Les éditions Philipp von Zabern sont une maison d'édition allemande spécialisée dans les publications scientifiques dans les domaines de l'archéologie, l'histoire et l'histoire de l'art. Elles ont été fondées en 1802 par Philipp von Zabern à Mayence. Von Zabern fut, sous le Premier Empire, l'« Imprimeur de la Préfecture» (André Jeanbon Saint André étant alors préfet).

## Champs d'activité
Von Zabern est une maison connue dans le domaine des catalogues d'exposition.
Conformément à des indications de la maison d'édition, l'entreprise est la plus grande maison d'édition au monde spécialisée dans l'archéologie. Depuis 1960, environ 3 000 titres ont été publiés par 5 600 auteurs, dont 150 catalogues d'exposition. La maison est bien connue pour ses livres richement illustrés, dont contenu porte en général sur l'archéologie. À côté des catalogues d'exposition, la revue Antike Welt (monde de l'antiquité), les recueils d'images qui sont les plus connus du monde de l'archéologie et la série Histoire de la civilisation des mondes de l'antiquité.
Plusieurs séries scientifiques paraissent chez Zabern, parmi lesquelles la plupart des séries de l'Institut archéologique allemand (Deutsches Archäologisches Institut) ainsi que les Rapports de la Commission gallo-germanique (« Berichte der Römisch-Germanischen Kommission »), les revues Germania, Eurasia Antiqua, et Année archéologique (« Archäologischer Anzeiger »), plusieurs volumes du Corpus Vasorum antiquorum, les Studia Troica, les annuaires de Bonn  et bien d'autres encore.

## Participations et coopérations
Depuis 1993, Axel Springer Verlag détenait une participation majoritaire dans la maison d'édition Philipp von Zabern. Springer a fermé son département livres en 2003 et vendu Zabern à Valiva AG, une holding installée à Zurich. Depuis 2005, Philipp von Zabern appartient à la Wissenschaftliche Buchgesellschaft à Darmstadt, la célèbre « société du livre scientifique », dont Zabern est désormais une filiale autonome sous la forme d'une S.à.R.L.